# Грамматическая семантика
Граммати́ческая сема́нтика — лингвистическая дисциплина в рамках морфологии, описывающая морфологические значения, или внутреннюю сторону словоформ. Противопоставляется морфемике («формальной» морфологии) как области, описывающей морфологические средства языков и устройство внешней стороны словоформ:14.

## История дисциплины
В традиционной морфологии проблемы грамматической семантики оставались сравнительно слабо разработанными. Однако уже с 1930-х—1940-х годов в структурной лингвистике приобрела влияние точка зрения на морфологию, согласно которой предметом последней является все то, что выражается внутри слова, — как форма, так и значение:15. Такой взгляд сохраняется и в современной науке, однако различные морфологические теории рассматривают грамматическую семантику в разном объёме, чаще всего затрагивая словоизменительные грамматические значения.